# Pityomyrmex tornquisti
Pityomyrmex tornquisti är en myrart som beskrevs av Wheeler 1915. Pityomyrmex tornquisti ingår i släktet Pityomyrmex och familjen myror. Inga underarter finns listade i Catalogue of Life.